# Mojdež
Mojdež (en serbe cyrillique : Мојдеж) est un village du sud-ouest du Monténégro, dans la municipalité de Herceg Novi.

## Démographie

### Évolution historique de la population
| 1948 | 1953 | 1961 | 1971 | 1981 | 1991 | 2003 |
| ---- | ---- | ---- | ---- | ---- | ---- | ---- |
| 411  | 397  | 394  | 346  | 282  | 297  | 280  |